# NGC 6582-2
NGC 6582-2 is een elliptisch sterrenstelsel in het sterrenbeeld Hercules. Het hemelobject werd op 24 juli 1884 ontdekt door de Amerikaanse astronoom Lewis A. Swift.

## Synoniemen
- UGC 11146
- MCG 8-33-30
- ZWG 254.23
- KCPG 531B
- VV 818
- PGC 61513